# Эконофизика
Эконофизика (от экономика и физика) — наука, которая применяет методологию физики к анализу экономических данных; абсолютно не взаимосвязана с «физическим подходом количеств» к экономике, введённому Ианом Стидмэном.

## История
Эконофизика появилась в середине 1990-х в результате попытки заняться сложными проблемами, изложенными экономикой, с точки зрения физических методов. Неудовлетворенность традиционными объяснениями экономистов была обусловлена несоответствием финансовых наборов данных существовавшим теоретическим моделям. В частности, идеология эконофизики реализована в новой вероятностной экономической теории и на её основе - в единой теории рынка.
Сам термин эконофизика был введен американским физиком Гарри Юджином Стэнли (en:H. Eugene Stanley) для объединения множества исследований, в которых типично физические методы и приемы использовались при решении экономических задач. Торжественное заседание, посвященное открытию эконофизики было организованным 1998 году в Будапеште Дженосом Кертесзом и Имре Кондором.
В настоящее время, почти регулярные серии встреч на тему эконофизика включают: семинар Никкеи Econophysics Research, и симпозиумы APFA, ESHIA, Коллоквиум по эконофизике.